# Stefano Bettarini
Stefano Bettarini, né le 6 février 1972 à Forlì dans la province de Forlì-Cesena en Émilie-Romagne, est un footballeur international italien actif de 1991 à 2005 au poste de défenseur.
Il compte une sélection en équipe nationale en 2004, et dispute 150 matchs de Serie A pour 3 buts.

## Biographie

### Carrière internationale
Stefano Bettarini reçoit sa seule sélection avec l'équipe d'Italie alors qu'il joue à la Sampdoria Gênes, le 18 février 2004, à l'occasion d'un match amical contre la République tchèque à Palerme (2-2).
Il porte donc une seule fois le maillot de l'équipe nationale d'Italie en 2004.

### Télé réalité
En 2009 il participe à la cinquième saison de Ballando con le stelle. Il termine finaliste. 
En 2016 il participe à la première saison de l'émission Grande Fratello VIP. Il termine finaliste. 
En 2019 il participe à la quatorzième saison de L'isola dei famosi. Il arrive sur l'île le 12e jour, et est éliminé une semaine avant la finale, le 61e jour. 
En 2020 il participe à la cinquième saison de l'émission Grande Fratello VIP, en entrant 7 semaines après le lancement (jour 54). Il se fait exclure 4 jours après son entrée (jour 57).